# Gotická architektura v Itálii

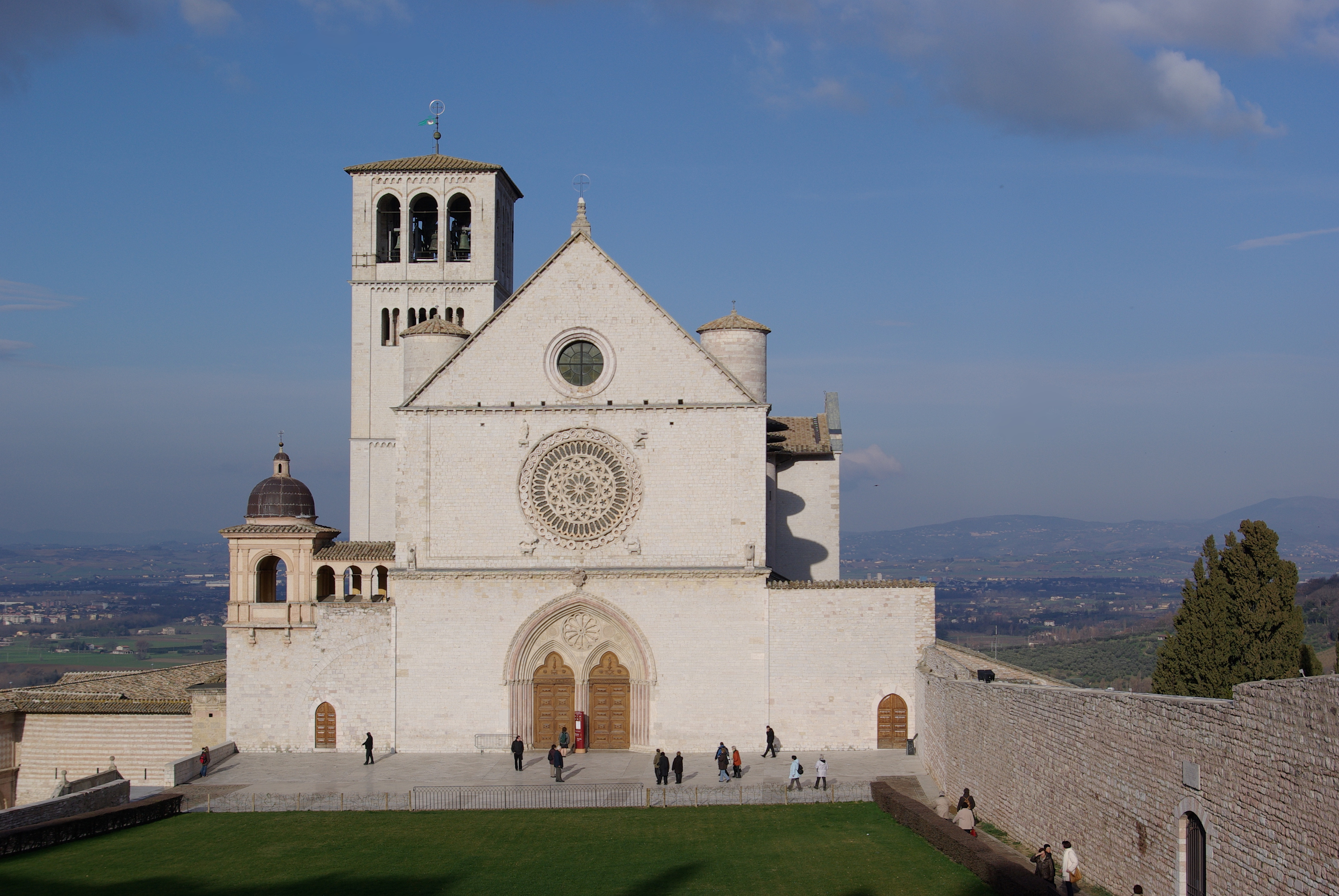
San Francesco v Assisi 1228-1253

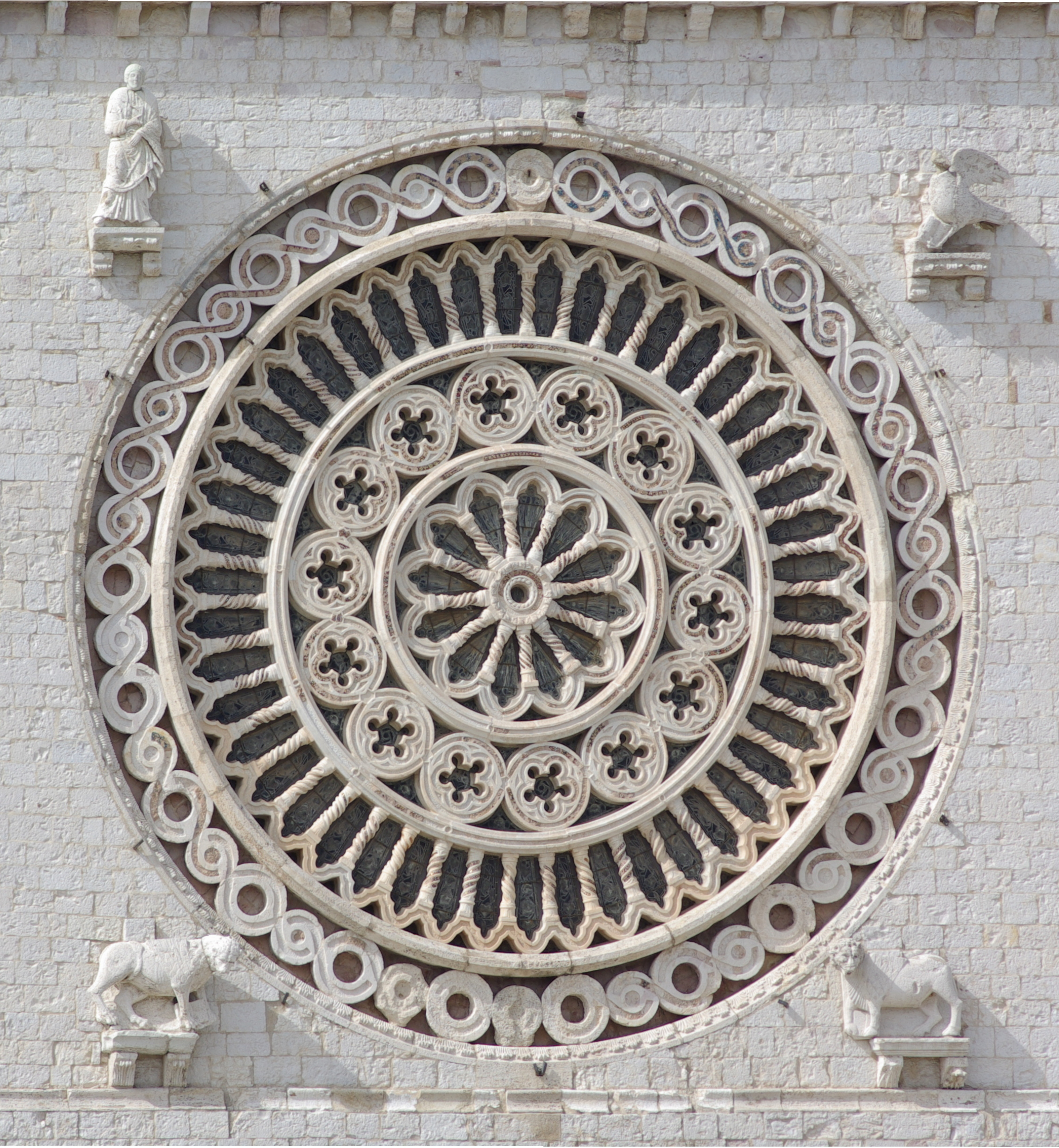
Velmi dekorativní gotická rozeta – San Francesco v Assisi

Gotická architektura v Itálii představuje velmi nezvyklou podobu tohoto slohu, která se značně liší od normativní podoby gotiky z francouzské Île-de-France. Přesto se jedná o architekturu velmi pozoruhodnou, a také velice různorodou.

## Základní znaky italské gotické architektury

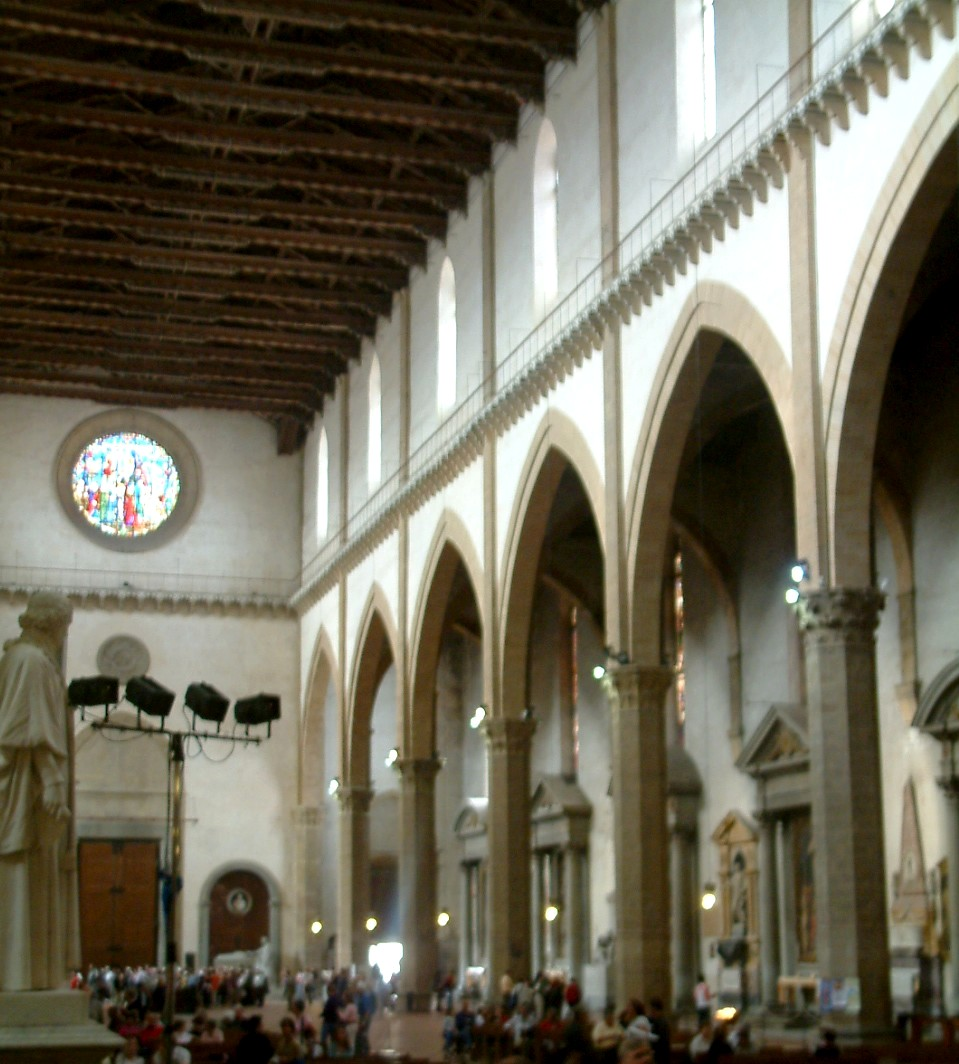
Interiér kostela Santa Croce ve Florencii - zač. 1294

Dva ze základních gotických prvků paradoxně do Itálie nebyly přineseny z Francie, ale byly zde používány už v jedenáctém století. Lomený oblouk je prvek, který ve své architektuře běžně používali arabové a Normané jej od nich převzali koncem jedenáctého století na Sicílii. Žebrová klenba byla v Itálii, přesněji v Lombardii na konci jedenáctého století dokonce přímo objevena. Přesto si mnozí historikové umění zcela vážně kladli otázku, lze-li italskou architekturu vrcholného a pozdního středověku počítat mezi gotickou architekturu.
V Itálii se totiž v té době stavěla architektura mísící románský a gotický sloh s mnohdy silnými vlivy byzantské architektury (Benátky), výrazným vlivem antické architektury a také vlivy architektury arabské. Protože byla navíc až do devatenáctého století Itálie rozdělena na množství samostatných států, je i podoba jednotlivých staveb a míra použití jednotlivých gotických prvků geograficky velmi rozdílná.
Italská gotika si v podstatě vůbec nevšímá konstrukce. Prakticky nezná opěrný systém, katedrální rozvrh a skeletovou konstrukci. Naopak spoléhá na masivní zdi prolomené poměrně nevelkými okny. Často dodržuje bazilikální uspořádání prostoru i půdorys. Mnohé kostely mají hlavní loď krytou trámovým stropem či přímo otevřenou do nízkého krovu. I výška kostelů je zpravidla nižší než v Île-de-France.
Italská gotika je však velmi dekorativní. Používá často mramoru či podobných kvalitních materiálů, veliké plochy zdiva jsou věnovány malbě a mozaice. Mnohé, zvláště pozdněgotické stavby disponují velkým množstvím dekorativních prvků s velmi jemně provedeným tvaroslovím.

## Nejstarší gotické stavby v Itálii
V Itálii neexistuje ani jediná katedrála postavená ve dvanáctém či třináctém století, která by byla inspirována francouzskými gotickými stavbami. Nový sloh zde prostřednictvím svých klášterních kostelů šířili především cisterciáci a to v podobě pozdněrománského slohu, který byl v té době používán v Burgundsku.

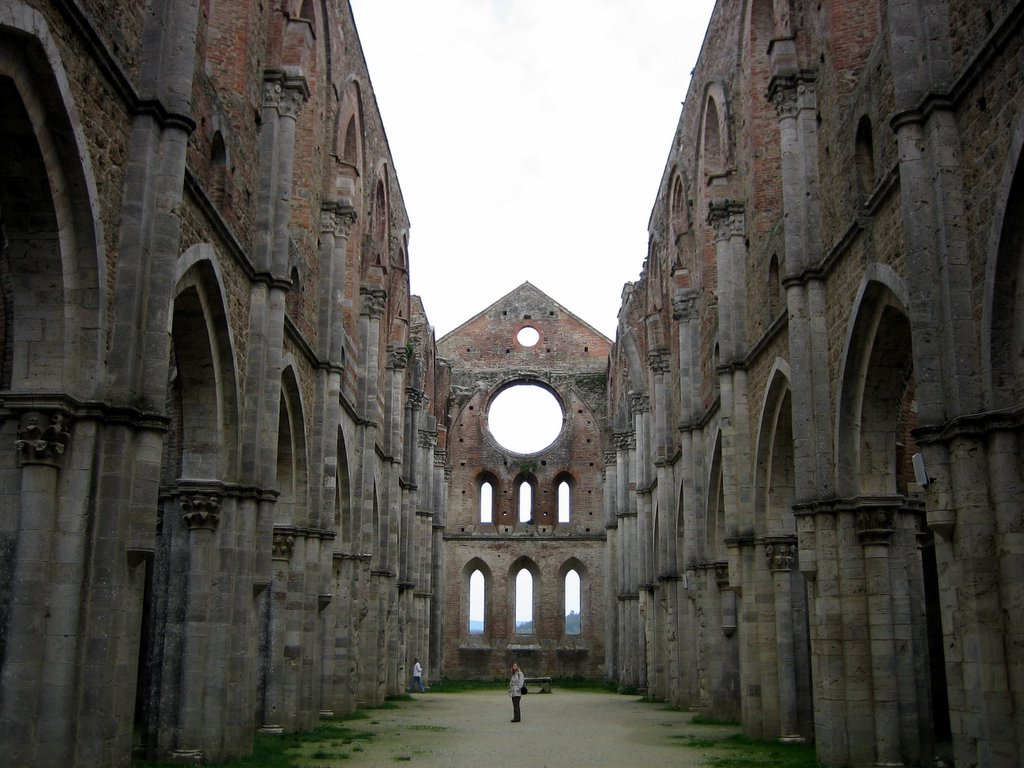
Zříceniny kostela San Galgano v Toskánsu - po r. 1224

### San Galgano
Příkladem takové stavby je zřícenina klášterního kostela San Galgano v Toskánsku (začátek výstavby kol. r. 1224). Rozměrný trojlodní kostel s bazilikálním rozvrhem byl vybaven transeptem. Presbytář byl ukončen přímou zdí, prolomenou dvěma trojicemi lancetových oken nad sebou, nad nimiž byla umístěna ještě veliká kruhová rozeta. Mezilodní arkády nesly mohutné křížové pilíře s přiloženými polosloupy, které prostupovaly a rytmizovaly celou stavbu a z nichž vyrůstaly mohutné meziklenební pasy. Klenby však ještě nebyly vybaveny žebry.

### Sant' Andrea ve Vercelli
Podobný, ale přece jenom o poznání subtilnějším tvaroslovím vybavený kostel je Sant' Andrea ve Vercelli. Stavba byla vysvěcena roku 1224, pouhých pět let od začátku stavby roku 1219. Biskup Guale, který stavbu inicioval, pobýval před tím v Anglii jako papežský legát, což je zřejmě důvod, proč interiér kostela velmi přesně odráží severofrancouzské vzory té doby. Průčelí je ovšem řešeno už zcela italským způsobem.

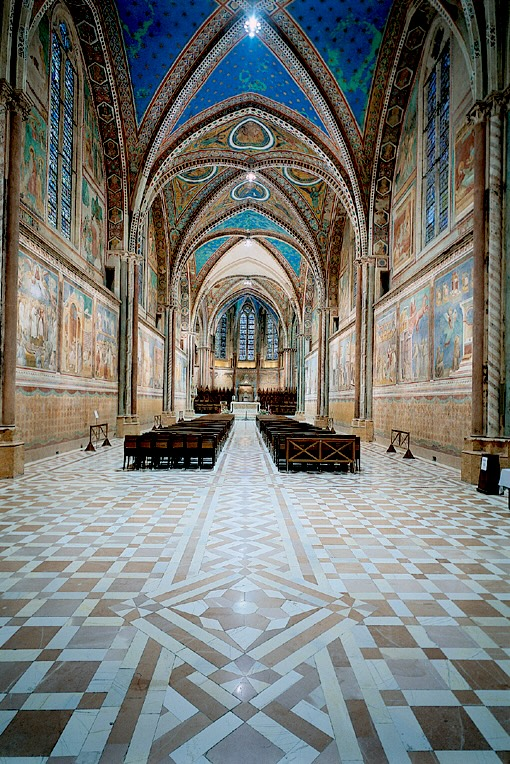
San Francesco v Assisi - interiér horního kostela

### San Francesco v Assisi
Gotické prvky ve svých stavbách začali používat také františkáni a dominikáni. Ti je ovšem přizpůsobili místním podmínkám. Příkladem takové stavby je bazilika San Francesco v Assisi. Dvoupatrový kostel byl založen roku 1228 a vysvěcen 1253. Jedná se o (v případě horního kostela) jednolodní kostel s transeptem, na který bezprostředně (podobně jako v případě románské apsidy) navazuje polygonální závěr o pěti stranách desetiúhelníka. Kostel je zaklenut křížovými žebrovými klenbami a díky rozsáhlým plochám stěn velmi bohatě vymalován nástěnnými malbami. skeletová konstrukce s velkou plochou oken se uplatňuje pouze v presbytáři.

### Další významné stavby 13. století
Příklad kostela San Francesco následovalo mnoho staveb ve střední Itálii. Františkánský kostel San Francesco v Bologni z téže doby ovšem vychází z francouzské cisterciáské tradice, jak jasně dokládá už jeho „katedrální“ půdorys. Významný je též ohromný dominikánský kostel Santa Maria Novella ve Florencii, zahájený roku 1246. Ještě mohutnější je však františkánský kostel Santa Croce ve Florencii (zahájen 1294). Nesmírně inovativní stavbou je také kostel Sant' Antonio v Padově, zahájený kolem roku 1290, který suverénně spojuje snad všechny vlivy dosud zmíněné a navíc ještě byzantinizující vliv kostela svatého Marka v Benátkách, který připomíná svými kupolemi. Zajímavými stavbami jsou však i kostel San Fortunato v Todi (1292-1328) a San Lorenzo v Neapoli (1270-1285).
Alespoň zmínku zaslouží i světské stavby. Především pozoruhodný pevnostní oktogon Castel del Monte, stavěný od roku 1240 pro Fridricha II. v Apulii. Z městských paláců lze uvést Palazzo del Comune v Piacenze či Bargelo ve Florencii. Ze samého sklonku třináctého století pak (později přestavované) Palazzo Vecchio ve Florencii a Palazzo Pubblico v Sieně.

## Architektura vrcholné gotiky
Ve třináctém století se gotika projevovala v Itálii především na stavbách klášterních kostelů. Spíše až na konci třináctého století lze sledovat všeobecné přijetí nového slohu, které se projevuje mj. tím, že jsou goticky (pochopitelně ovšem ve specificky italském zabarvení) budovány či přestavovány velké městské stavby, například městské paláce, či biskupské kostely, kterým se v Itálii (podobně jako v Německu) říká dóm (duomo).

### Sienský Dóm

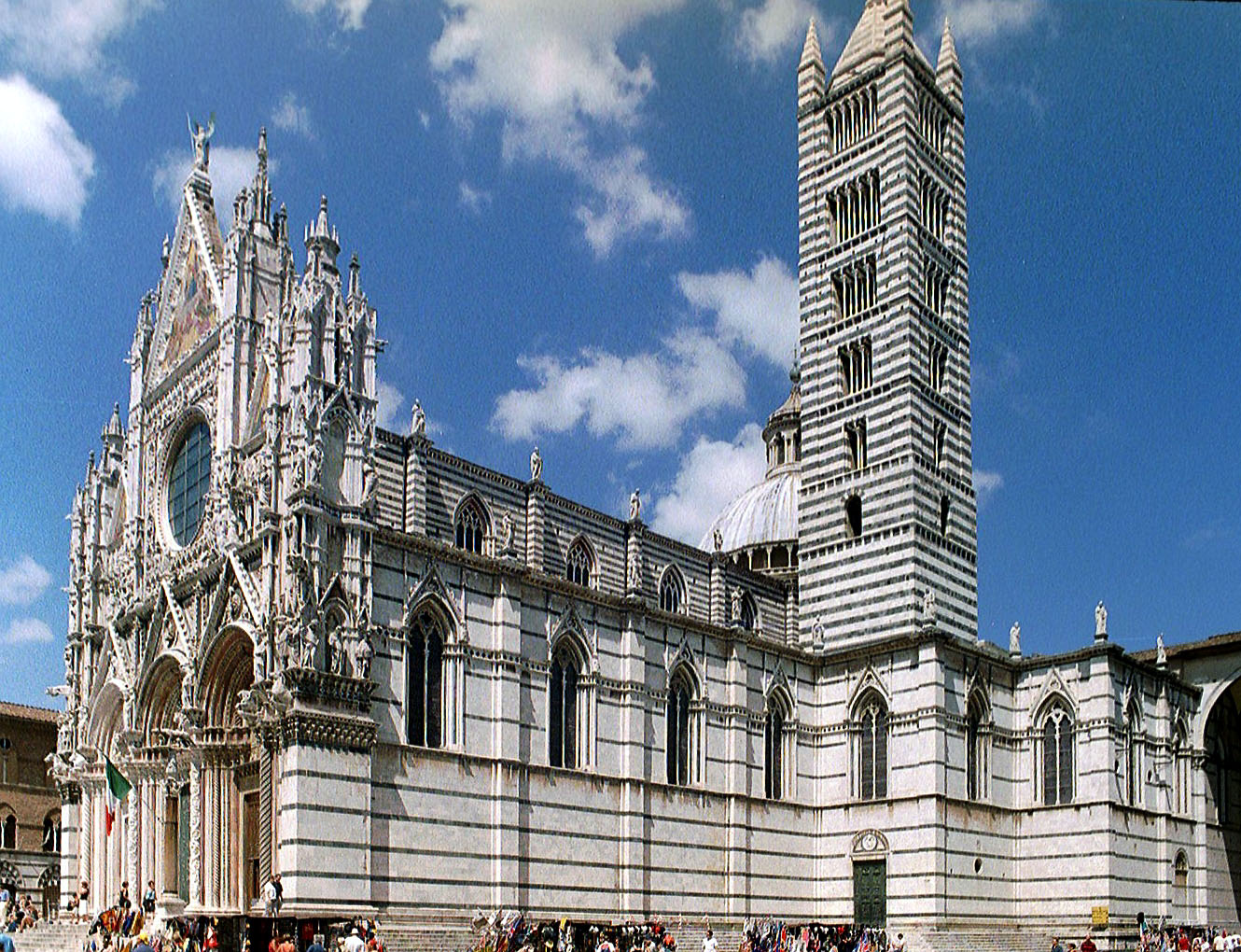
Exteriér Sienského dómu s románskou zvonicí a fragmentu nedostavěné hlavní lodi vpravo

Sienský dóm je stavba, která stojí na pomezí architektury třináctého a čtrnáctého století. Na první pohled působí dóm nesmírně celistvým dojmem. Je to způsobeno použitím střídajících se vrstev černého a bílého mramoru, který dómu dává zcela nezaměnitelný výraz. Sama výstavba však rozhodně neprobíhala podle jednotného plánu, ale právě naopak.
Přestavba románské baziliky začala už ve třináctém století a vzorem byl (už zmiňovaný) cisterciácký kostel San Galgano. Kostel měl přestavbou získat především mohutnější křížení, nad nímž měla být vybudována gigantická kupole. Kvůli její výšce bylo ovšem nutné měnit také výšku hlavní lodi Počítalo se také s rozšířením chóru a výstavbou nové východní fasády v místě, kde už bylo v předstihu vybudováno čtvercové baptisterium, na něž měla fasáda chóru navázat. Tento velkolepý plán byl ovšem změněn a bylo rozhodnuto použít celý dosavadní kostel s kupolí jako pouhý transept s tím, že nové obrovské trojlodí bude ke stávající stavbě stát v pravém úhlu a na opačné straně vznikne nový chór. Vzhledem k chybám při výstavbě, nejednotnosti názorů a nakonec díky velkému moru byla stavba roku 1348 zastavena a je dodnes nedokončena.

### Florentský dóm

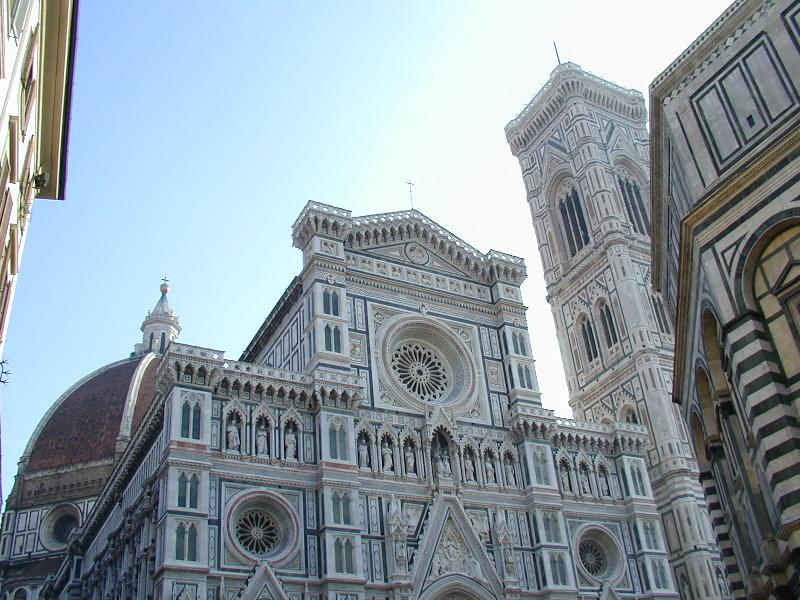
Průčelí Florentského dómu, kampanila a část baptisteria zcela vpravo

I v případě Florentského dómu Santa Maria del Fiore došlo k několikeré změně plánů, přesto byla stavba nakonec dovedena do konce v první polovině patnáctého století Bruneleskchiho kupolí už ve stylu rané renesance.
V roce 1296 byl položen základní kámen katedrály. Plány vypracoval zřejmě architekt a sochař Arnolfo di Cambio. Kostel měl být trojlodní bazilikou s trámovým stropem v hlavní lodi a už tehdy měla být nad křížením kupole. Po jeho smrti se práce zpomalily. Roku 1334 byl jmenován stavitelem chrámu Giotto di Bondone, který se však věnoval hlavně výstavbě ušlechtile působící kampanily. Stavba se znovu rozběhla až roku 1357 podle plánů Francesca Talentiho, který Cambiův projekt výrazně změnil. Jeho dílem jsou mohutné křížové žebrové klenby ve všech lodích i plán, vytvořit nad křížením ohromnou kupoli o šířce všech tří lodí. Rozšíření se dočkal i chór.
Také ve Florenci hraje výraznou roli ve výtvarném působení stavby obklad z vícebarevných mramorů. Kromě bílé a černé se zde uplatňuje ještě červený porfyr. Zajímavé je to, že Giottova zvonice i dóm v tomto řešení přímo navazuje na nedaleké Baptisterium San Giovanni, které pochází z jedenáctého století, z období výrazně antikizující toskánské románské „protorenesance“. Tato stavba byla také velmi inspirativní pro rané italské humanisty, který ji považovali za antickou stavbu. V dílech Filippo Bruneleschiho je výrazný vliv této románské stavby velmi patrný.

### Chrámová průčelí

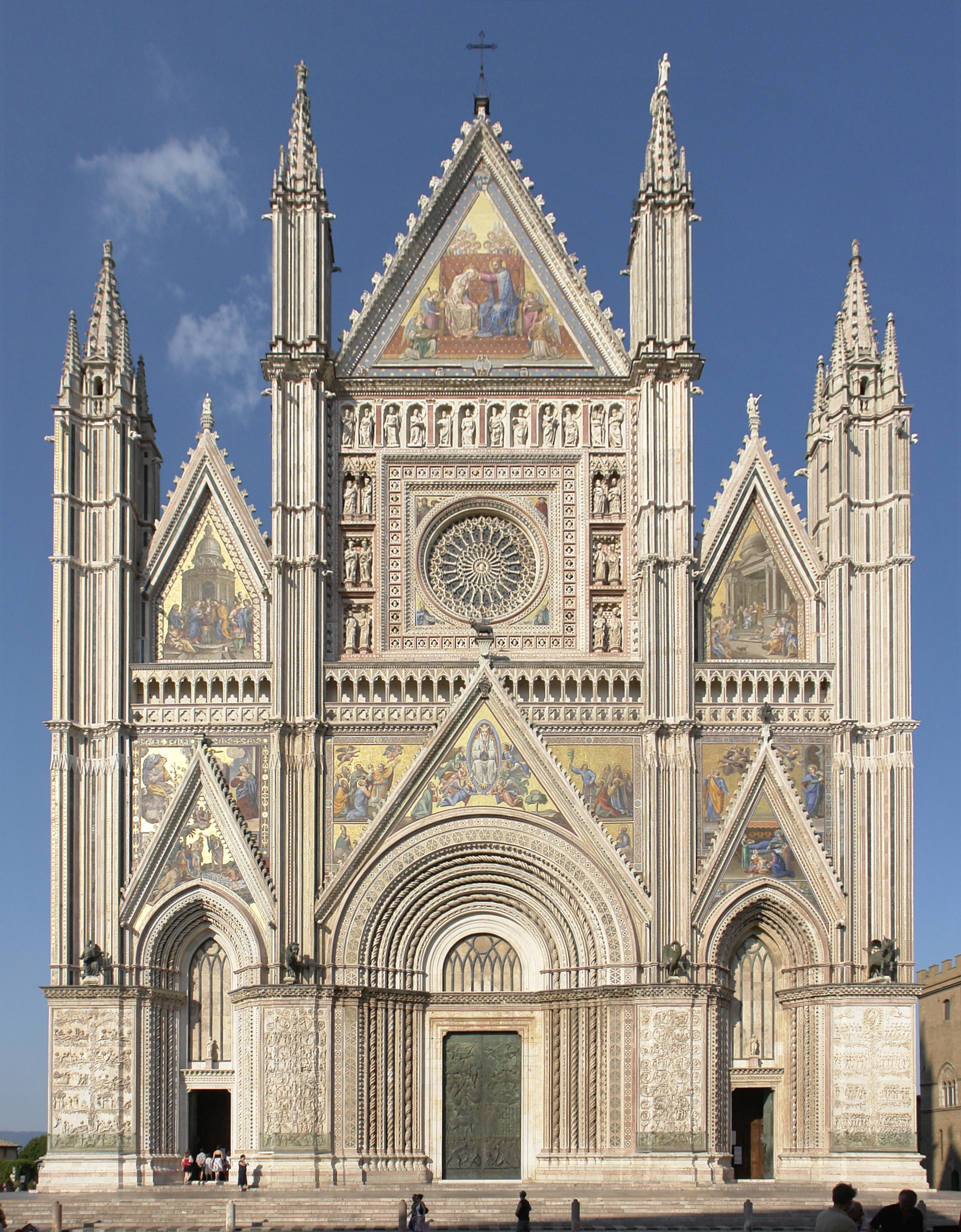
Průčelí katedrály v Orvieto

Dlouhou dobu nebyl u italských katedrál vyřešen problém, jak pojmout jejich průčelí. Florentský dóm měl průčelí hotové pouze do spodní třetiny. Definitivně bylo provedeno až v devatenáctém století.
V roce 1284 zahájil stavbu průčelí Sienského dómu Giovanni Pisano. Vycházel přitom z francouzských. Spodní část průčelí zde člení trojice rozměrných portálů, horní patro zcela ovládá mohutná rozeta. Průčelí je sevřeno dvojicí štíhlých prolamovaných schodišťových věží, které jsou jako celé průčelí bohatě zdobeny vimperky, fiálami a další sochařskou výzdobou. Trojice trojúhelných štítů zaujaly plochy barevné mozaiky.
Toto průčelí posloužilo jako určitý precedens. Velmi rychle poté bylo zbudováno velmi podobné průčelí dómu v Orvietu, kde je věnováno více místa mozaikám. Celé průčelí je také řešeno přehledněji a pádněji. Podobně mělo vypadat i nedokončené průčelí sienského baptisteria (zahájeno 1339).

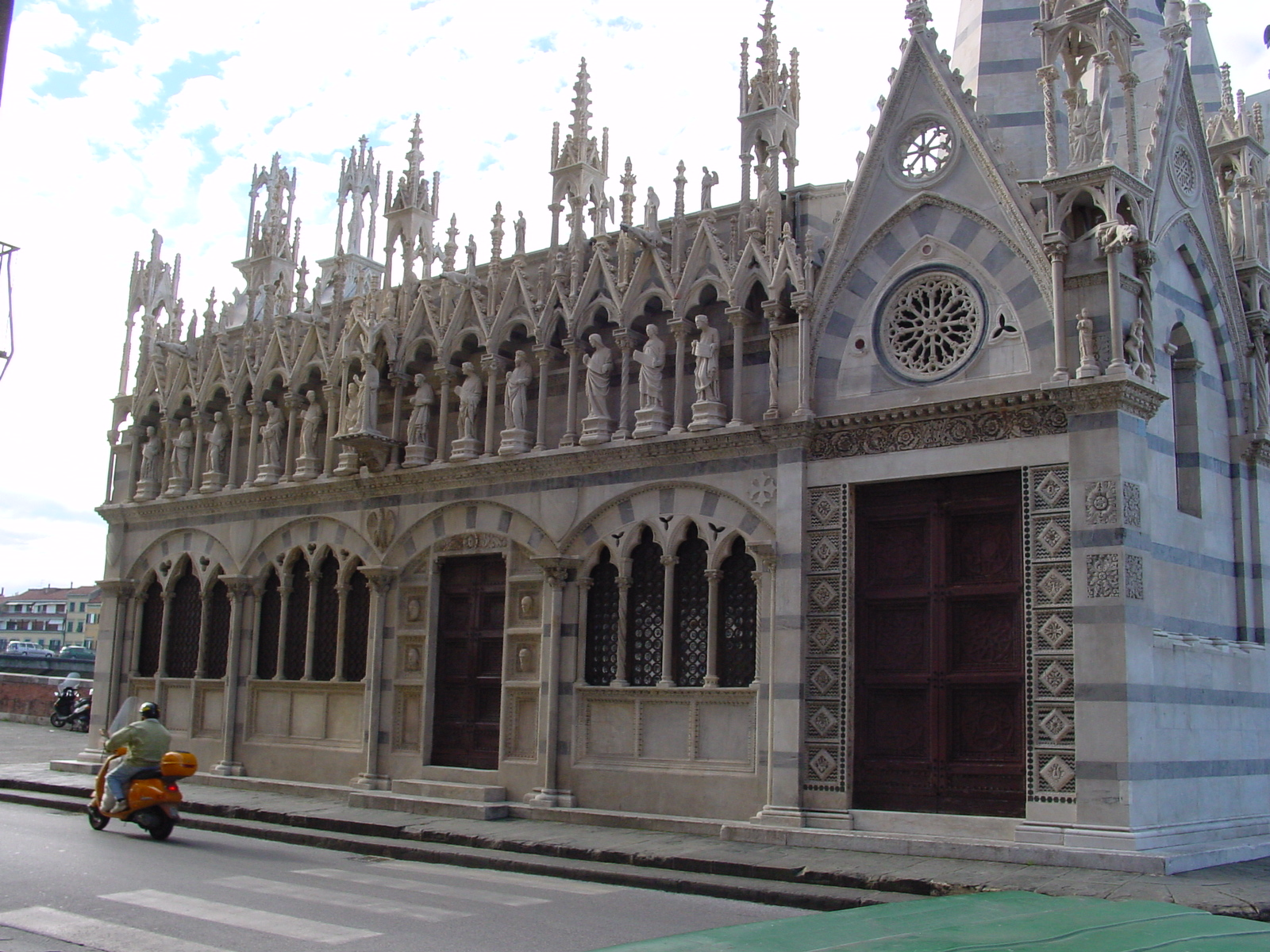
Kostel Santa Maria della Spina v Pise

### Skříňovitá architektura
Práce s ušlechtilými materiály, především s mramorem vedla italské kameníky k vytváření staveb, které ze všeho nejvíc připomínají drobné relikviářové skříňky nebo podobné zlatnické výrobky. Příkladem takové stavby je drobný kostel Santa Maria della Spina v Pise. Dalším kostel Orsanmichel ve Florencii. Jemnost provedení takřka vyráží dech a stavby doslova přetékají množstvím ozdobných prvků a soch.

## Italské stavby pozdní gotiky
Také pozdněgotická Italská architektura má zcela specifické polohy. Ani v závěru gotiky přitom nedošlo k vytvoření nějakého jednotného „italského gotického výrazu“. Ten mají pouze jednotlivé oblasti. Například Benátky, jejichž pozdněgotická architektura má mnoho společných znaků. I v pozdní gotice ovšem pokračuje honba za velikostí, kterou jsme viděli už v Sieně či Florencii.

### Milánský dóm

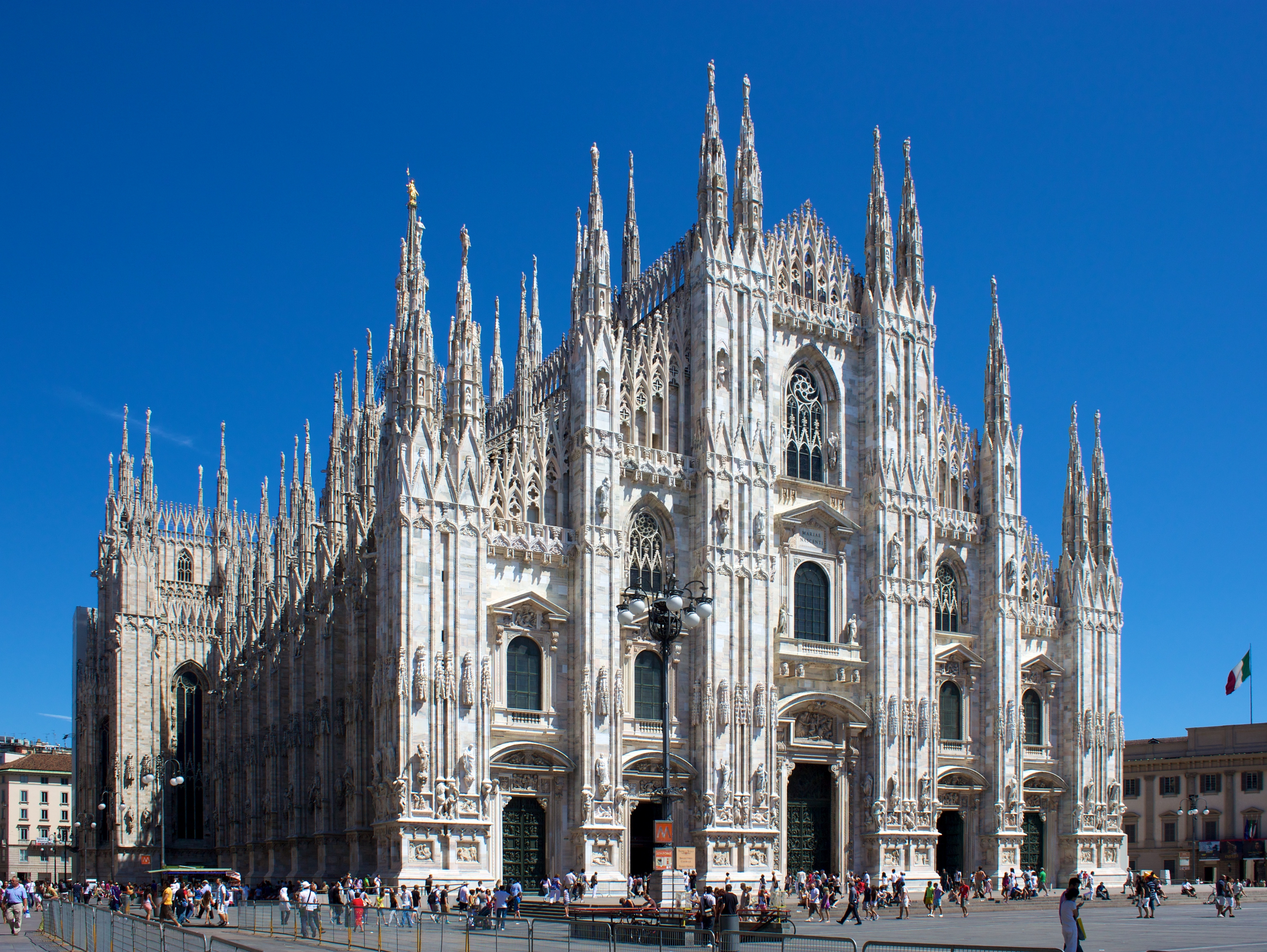
Milánský dóm

Na konci čtrnáctého století, za vlády vévody Giana Galeazza Viscontiho neobyčejně vzrostl význam severoitalského Milána. V letech 1386/7 zahájil Simone da Orsenigo plánování nového dómu, přičemž použil velkorysé schéma obrovské pětilodní stavby s vystupujícím trojlodním transeptem, chórem s mohutným polygonálním chórovým ochozem a věžovitou kupolí nad křížením. K vyřešení technických otázek byla svolána mezinárodní komise expertů, jíž se zúčastnili mj. Jan Parléř a Jindřich Parléř, potomci Petra Parléře. Do dnešních dnů se dochovala řada výkresů, skic a dalších dokladů práce této komise. Stavba nakonec probíhala podle vůle italských stavitelů. Dokumenty přitom dokládají jejich dobrou znalost francouzských a německých vzorů.
Samotné budování dómu bylo ukončeno roku 1572, ovšem dokončování kamenicky zpracovaných průčelí se protáhlo až do roku 1813. Zatímco interiér je relativně strohý, exteriér je takřka ověšen množstvím soch, baldachýnů, fiál. V rozměrných oknech jsou osazeny křehké plaménkové kružby a veškeré ostatní plochy zdiva člení vertikální paneláž. Přes značný rozměr oken je vnitřek stavby značně temný. To je způsobeno rozhodnutím italských mistrů nebudovat hlavní loď, transept a chór výrazně převýšený vůči bočním lodím, takže světlo proniká do centrálních částí dómu pouze zprostředkovaně.

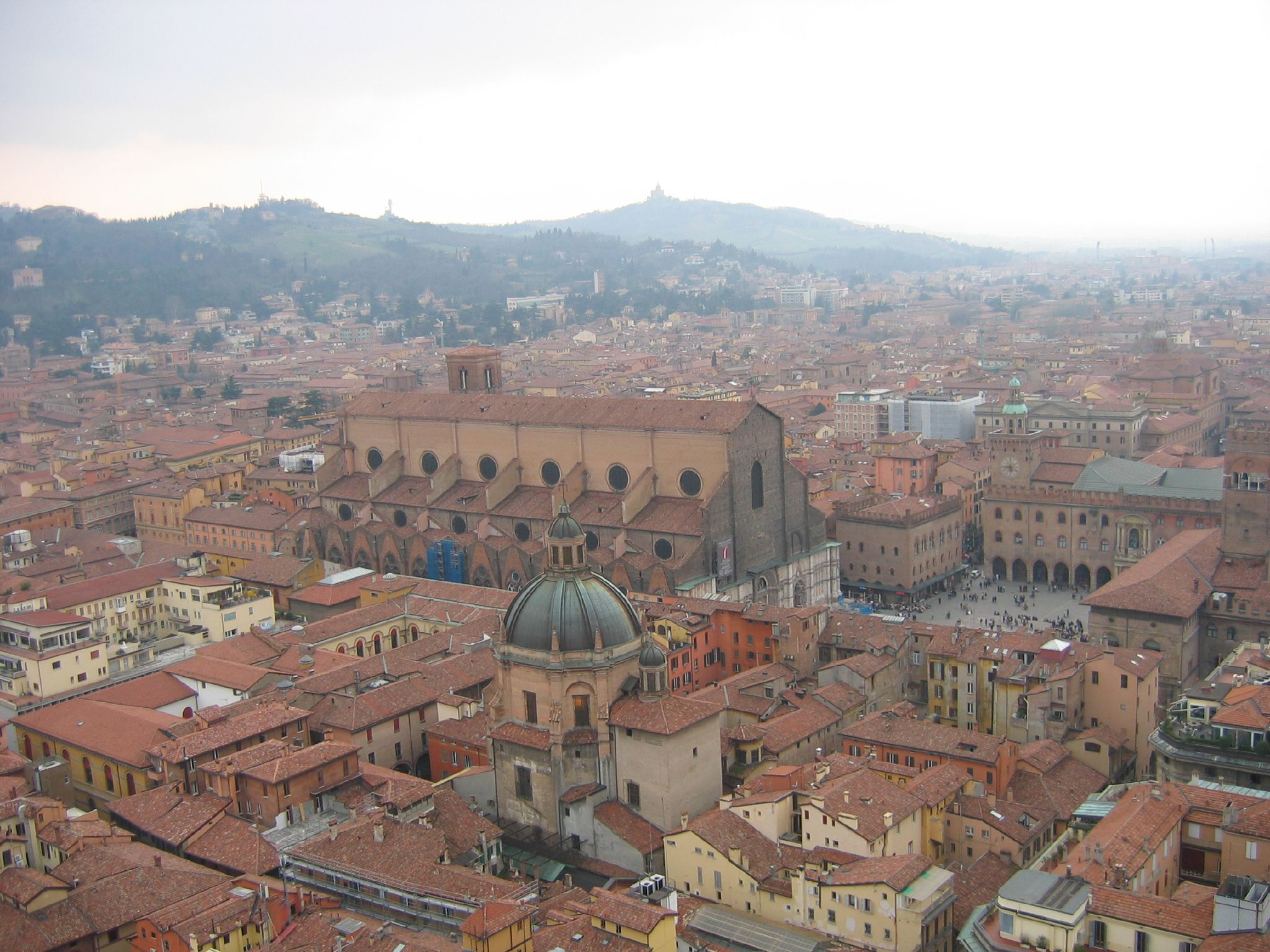
Bologna s bazilikou San Petronio

### San Petronio v Bologni
Bazilika San Petronio v Bologni měl být gigantickým kostelem, dlouhým 182,5 metrů, s transeptem širokým 136,8 metru a ohromnou kupolí v křížení. Přesto nešlo o biskupský, nýbrž o pouhý farní kostel. Plány vypracoval Antonio di Vicenza. Ten však roku 1400 zemřel. Roku 1525 byla dokončena loď a „provizorně“ uzavřena mělkou apsidou. Dodnes je kostel nedokončen, ovšem i pouhý fragment původní stavby překvapuje svou velikostí. V působení interiéru bylo totiž nepochybně překonáno všechno, co do té doby v gotickém stavitelství vzniklo.

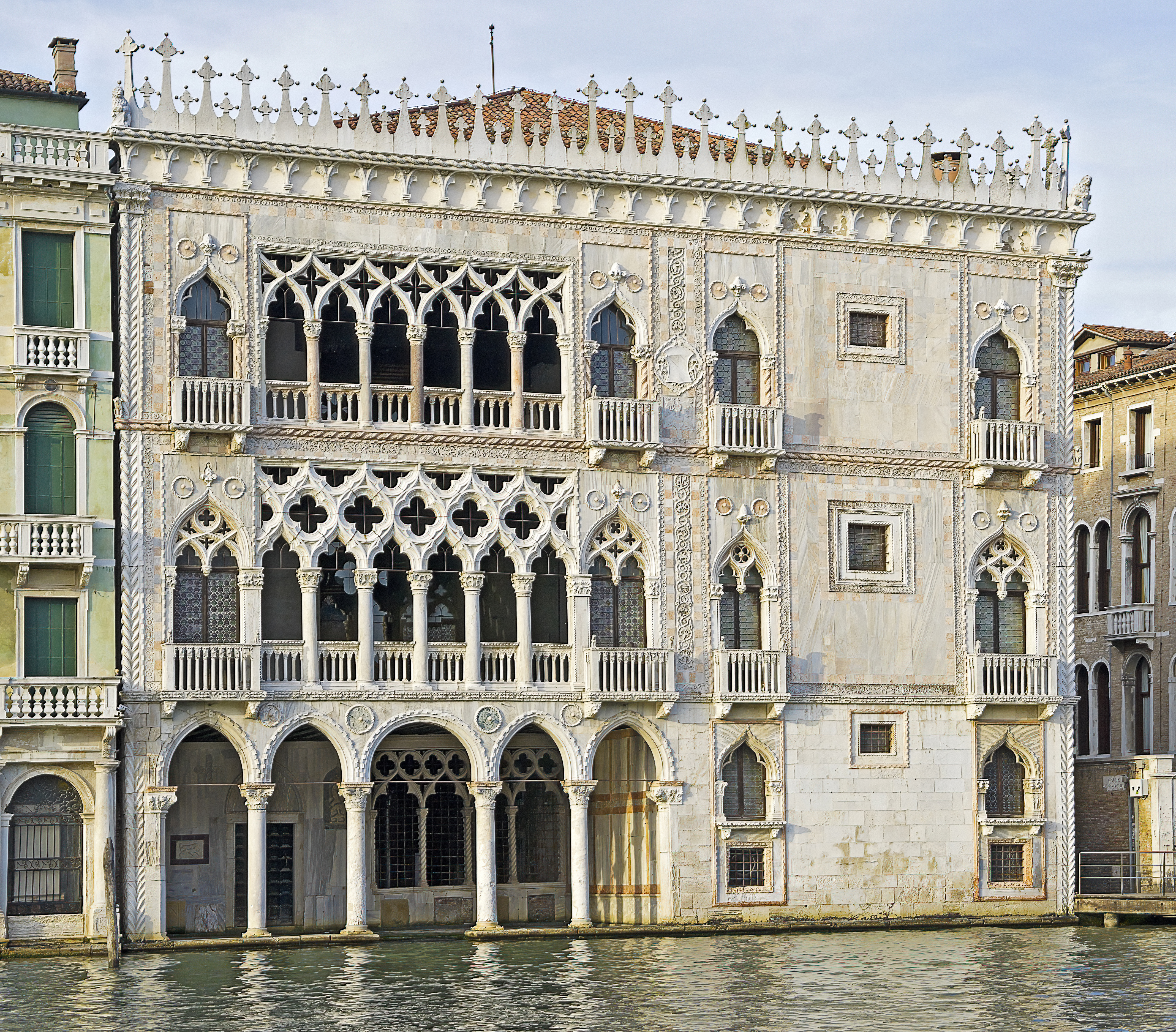
Palác Ca d'Oro v Benátkách

### Ca d'Oro v Benátkách
Specifická situace Benátek dala vzniknout zvláštnímu typu městského paláce. Jeho hlavní průčelí je totiž otočeno k vodě a ve středním traktu je vybaveno arkádami vybavenými kružbou. V přízemí je za nimi umístěna rozlehlá hala Portego, nad ní lodžie – Sala. Uzavřené boční osy Torreselle tuto filigránskou konstrukci lemují a opticky uzavírají. Příkladem takového paláce je Ca d'Oro z let 1421-36.

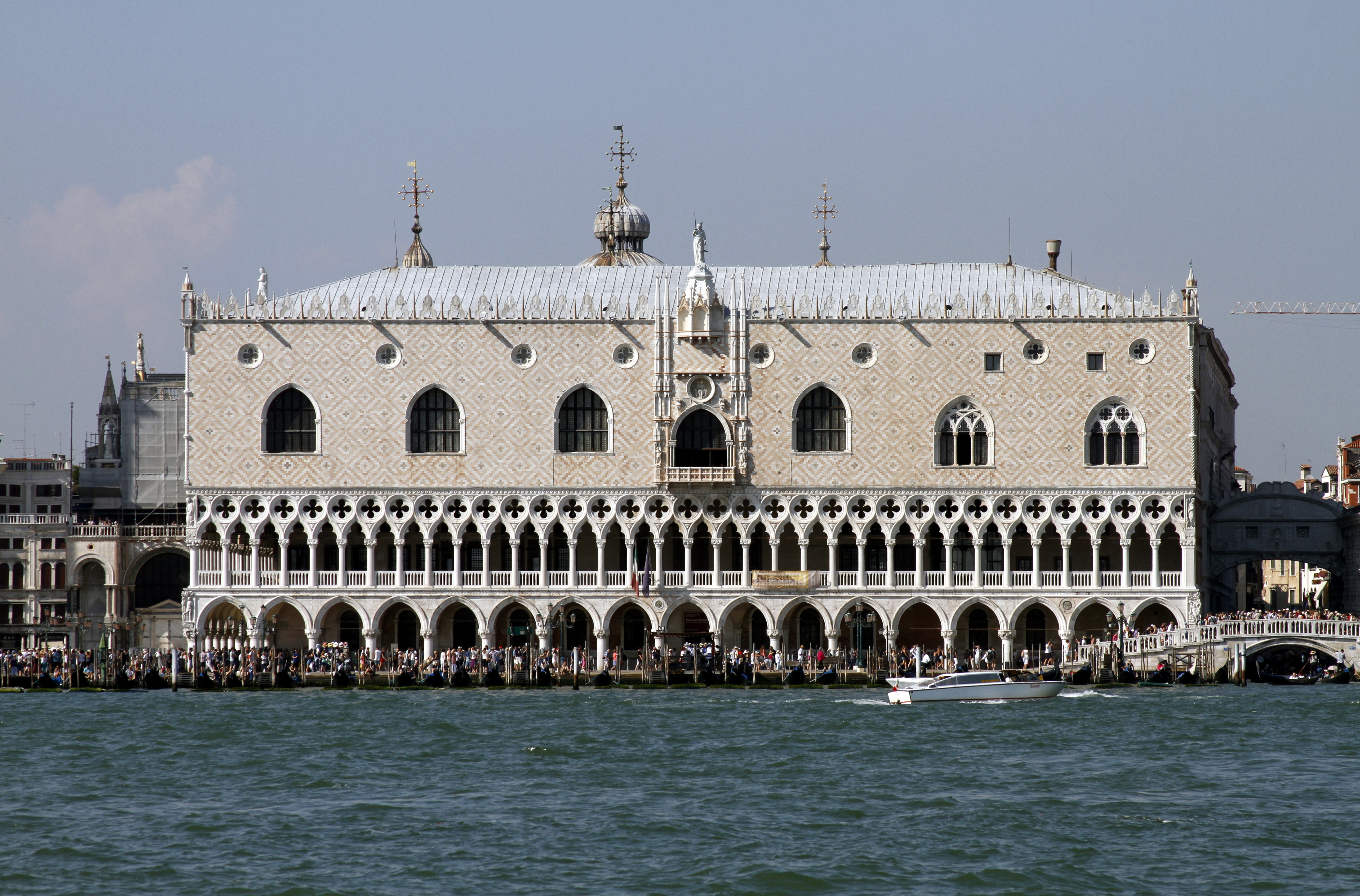
Dóžecí palác v Benátkách

### Dóžecí palác v Benátkách
I Dóžecí palác v Benátkách je stavba zcela originální. Jeho současná podoba pochází z roku 1424. Tradiční arkáda v přízemí je zde formou lodžie uplatněna i v patře. Podobně jako u soukromých benátských paláců nepůsobí tato arkáda těžce, ale díky filigránské kružbě je nesmírně lehká. Na ní ovšem leží scelený, opticky těžký blok vrchních dvou podlaží. Tento kontrast hmot je nejen zcela neklasický, ale také nesmírně účinný. Jeho vzory je nutné hledat v arabské architektuře.

### Katedrála v Pienze

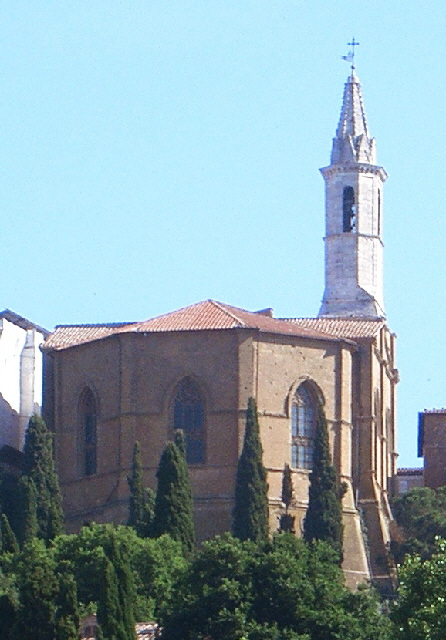
Katedrála v Pienze

Přehled gotické architektury v Itálii zakončíme kuriozitou. Je jí katedrála v Pienze. Papež Pius II. si totiž přál, vybudovat zde ideální město podle představ teoretika Leona Battisty Albertiho. Tohoto úkolu se ujal architekt Bernardo Rosellinno, který zde mj. v roce 1470 vybudoval katedrálu, postavenou na výslovné papežovo přání jako středoevropský pozdněgotický halový kostel. Rossellino přitom ovšem použil zcela renesanční tvarosloví. Přesto působí stavba velmi příznivým dojmem a po jejím vybudování byla italskými humanisty také velice kladně oceňována.